# كفر غزة
كَفْرُ غَزَّة (بالعبرية: כְּפַר עַזַּה) هي مستوطنة في جنوب فلسطين المحتلة تقع بين مستوطنتي نتيفوت وسديروت. على بعد حوالي 5 كيلومترات إلى الشرق من قطاع غزة. أُنشِئت في عام 1951 من قبل مهاجرين مصريين ومغاربة من طنجة.

## الاسم
الكَفْر معناه القرية الصغيرة.